# Niechotowo
Niechotowo (ros. Нехотово) – wieś w Rosji, w rejonie grazowieckim obwodu wołogodzkiego. W 2021 r. liczyła 7 mieszkańców.